# 由利敬裁判
由利敬裁判（ゆりけいさいばん）は、1945年12月から翌年1月にかけてアメリカ軍横浜裁判で審理された、由利敬・元中尉を被告人とするBC級戦犯裁判。1943年8月-1944年7月の大牟田俘虜収容所の分所長時代の、捕虜殺害等の罪に問われた。判決は絞首刑で、1946年4月26日に刑が執行され、巣鴨プリズンで初めての死刑執行事件として注目された。

## 背景
由利敬・元中尉は、1920年生まれで、長崎県五島列島出身。1940年に召集を受けて中国へ出征し、日本に帰還して久留米第1陸軍予備士官学校に入学、1942年に三菱重工・長崎造船所へ見習士官として出向した後、山口県下の収容所勤務を経て、少尉に昇進し、1943年8月2日に福岡俘虜収容所第17分所（大牟田俘虜収容所）の分所長に着任、1944年7月10日まで在任した。
大牟田俘虜収容所は、三井三池炭鉱の近くにあり、同炭鉱での坑内作業に動員されていた捕虜を収容していた。収容していた捕虜の人数は当初500人だったが、最終的には1,750人に達し、日本国内で最大規模だった。

## 事件
裁判での起訴理由によると、由利元中尉の容疑は3点から成り、
- 1944年2月27日に、営倉内に放置されていたトーマス・C・パブロコス先任米軍伍長が死亡したこと[8][9]。パブロコス伍長は、殴打・暴行を受けた後、暖房・寝具のない営倉に監禁され、食事を充分に与えられなかった結果、死亡した[8]。死亡時に立ち会った元捕虜の軍医によると、もともと170ポンド（約77キロ）あったパブロコス伍長の体重は死亡時には80ポンド（36キロ）になっていたとされ、虐待の結果、餓死したものと推定された[8]。
- 1944年5月30日夜、営倉から逃亡したノア・C・ヒアド先任米軍伍長を看守に命じて刺殺させたこと[8][10]
- 3点目として、上坂 (1981, p. 34)によると、俘虜の待遇に関する条約に違反して捕虜が悪環境に置かれ、赤十字から受け取った医薬品・医療器具が隠匿されていて、充分に支給されていなかったこと[11]、岩川 (1995, p. 65)によると、部下の警備員などが収容中の不特定多数の米軍捕虜に拷問や虐待などを加えることを許容したこと

に対する、分所長としての責任を問われた。

## 裁判
アメリカ軍横浜裁判における由利元中尉の裁判は1945年12月27日から始まった。
公判で、検察側は、大牟田捕虜収容所の捕虜39人の証言を含む43人の関係者の供述書に基づき、上記の起訴事実を主張した。
弁護側証人は、ヒアド伍長刺殺の1ヶ月前に行なわれた国際赤十字の視察の際に、大牟田収容所の環境は日本国内の他の収容所の環境と遜色ないとされていたことや、大牟田収容所の管理状況は模範的であるとされていたと証言した。
1943年8月から翌年9月まで大牟田収容所に勤務し、由利と行動を共にすることの多かった大井川定吉通訳は、
- 営倉内で死亡したパブロコス伍長は収容当初からトラブルメーカーとして悪評があり、大牟田収容所でもたびたび問題を起こし、捕虜仲間からも嫌われていたため、由利所長はパブロコスを殺害する目的で営倉に監禁することを命じた
- 刺殺されたヒアド伍長は盗み癖があり、また営倉から度々脱走していたことから、由利は殺害を決断し、収容所の評判が下がることをおそれて軍法会議にかけずに営倉裏で警備兵に殺害させた。殺害の後、由利は福岡俘虜収容所・本所の菅沢亥重所長・大佐に事件を報告しに行き、厳しく叱責された
- 由利は日頃よく「理由なく捕虜を殴るな、捕虜の物品に手をつけるな」と収容所や鉱山で指示していた

と事件の事実関係を詳細に証言した。
由利は自身の証言の中で、1943年2月に福岡俘虜収容所で開かれた会議の席上、菅沢所長から、「日本は『俘虜の待遇に関する条約』を批准していないため、日本の原則（俘虜取扱規則）を優先するように」と指示があり、自分はそれを遵守していた、と主張した。
また、問題とされた赤十字からの物資の支給、パブロコス伍長の営倉入りおよびヒアド伍長の殺害に際しては、捕虜を統率していたテイスデル先任大尉らの捕虜側関係者が立ち会っており、了解を得ていたとして、テイスデル先任大尉らの証言を求めた。特にパブロコス伍長の死亡に関しては、暴行や虐待の事実を否定し、殺意を否定した。他方で、ヒアド伍長に関しては、問題行動に悩まされた末、自身の責任で殺害を指示した、と証言した。
検察側はテイスデル大尉は行方不明になっていて証言が得られなかったとし、同大尉の証言がなくとも、既に十分な証拠が提出されていると主張した。論告では、捕虜の問題行動が食糧の不足などに起因する軽犯罪だったとし、由利が問題のある捕虜を他の収容所に送致するなどの措置をとらなかったことについて、自身の管理能力を疑われ、出世の妨げになると考えたことが殺害の動機だったと主張した。
弁護側は、医薬品の不足については総量が不足していただけで由利に責任はなく、国際赤十字の視察の結果、大きな問題がなかったことは報告書によって確認できており、赤十字の指示に従っていないなどの証言には信憑性がないと指摘した。またパブロコス伍長の待遇についての証言は誇張されていて、殺害の意図があったことは裏付けられていないと主張した。

### 判決
翌1946年1月7日に検察側の求刑どおり、絞首刑の判決が下された。

### 処刑
同年4月26日に巣鴨プリズンで死刑が執行された。由利の処刑は、巣鴨における最初の死刑執行として注目された。

### 日本人弁護士の拒否
由利は、裁判にあたり、日本人弁護士による弁護を断わったことが知られている。上坂 (1981, pp. 52–54)はその理由について、米軍第8軍司令部戦犯弁護部の調査官として由利の弁護を担当した日系2世のサムエル・氏家へのインタビューの結果から、初期の米国人弁護団には善意から志願した人が多かったため、米国人弁護団に満足していたためだろう、としている。

## 関連事件
大牟田俘虜収容所関連の戦犯裁判では、由利のほかに、由利が更迭された後、1944年7月から終戦まで分所長を務めた福原勲大尉が、部下が捕虜20数名を虐待するのを許したこと、米軍捕虜2名が営倉内で死亡したことなどの責任を問われて絞首刑となるなど、3名が死刑となっている。
事件の報告を受け由利を叱責した福岡収容所長・菅沢亥重も、戦後のBC級裁判にて、逃亡したオーストラリア軍兵士を射殺した罪で他3人とともに絞首刑の判決を受けている。